# Брайдер Юрій Михайлович
Юрій Михайлович Брайдер (біл. Юрый Міхайлавіч Брайдэр, 1 серпня 1948, Дзержинськ, Мінська область — пом.5 лютого 2007, Мінськ) — білоруський російськомовний письменник-фантаст та автор детективів. Усі свої твори він написав у співавторстві з Миколою Чадовичем.

## Біографія
Юрій Брайдер народився у місті Дзержинськ Мінської області. З дитинства він любив літературу, особливо фантастику. Після закінчення школи він вступив до Мінського технікуму зв'язку, під час навчання в якому, у 1964 році, він познайомився з Миколою Чадовичем. Після завершення навчання Брайдера призвали до лав Радянської Армії, служив він у місті Улан-Уде. Після повернення з армії Юрій Брайдер працював у міліції, дослужився до звання майора. Оскільки під час навчання в технікумі Юрій Брайдер полюбляв займатися літературною творчістю, то в кінці 70-х років ХХ століття Микола Чадович, який на той час жив у Мінську, переконав його почати писати літературні твори у співавторстві. Одночасно Юрій Брайдер та Микола Чадович були членами мінського клубу шанувальників фантастики «Люстэрка часу». Першою спільною публікацією Брайдера і Чадовича стало оповідання «Порушник», опубліковане в мінській газеті «Знамя юности». Творчість початкуючих письменників помітив відомий на той час білоруський радянський письменник Володимир Шитик, який порекомендував обом співавторам взяти участь у семінарі для молодих письменників-фантастів у Малєєвці. Після прохання про відпустку на період семінару Юрія Брайдера попросили принести свої твори для ознайомлення, після чого його начальство із здивуванням побачило себе у сатиричних героях його книг, проте на семінар Брайдера все-таки відпустили. Пізніше він разом із Чадовичем, іноді самостійно, брав участь у семінарах Всесоюзного творчого об'єднання молодих письменників-фантастів при видавництві «Молода гвардія» у Малєєвці та Дубултах. Після цього тривалий час Брайдер працював у міліції, та паралельно разом із Миколою Чадовичем займався літературною творчістю. У 1994 році Юрій Брайдер пішов на пенсію, та став професійним літератором.
У останні роки свого життя письменник важко хворів. У 2002 році в Юрія Брайдера виявили рак нирки, який лікували оперативно. Пізніше, у 2006 році, після метастазування пухлини, письменнику зробили ще дві операції. Окрім того, Юрій Брайдер важко пережив смерть сина, який закінчив життя самогубством у 2005 році. Помер письменник від раку 5 лютого 2007 року в Мінську.

## Літературна творчість
Перші спроби літературної творчості Юрій Брайдер робив ще під час навчання у Мінському технікумі зв'язку. Пізніше, на пропозицію свого товариша по навчанню Миколи Чадовича, розпочав писати у співавторстві з Чадовичем фантастичні твори. Перша публікація — оповідання «Порушник», опубліковане в мінській газеті «Знамя юности» в 1983 році. Зі слів дружини Юрія Брайдера, саме він був автором тексту всіх спільних творів обох письменників, а Чадович переважно просував твори у видавництвах, хоча інші особи наводять зовсім протилежні думки щодо авторства творів. Більшість творів авторів надруковані в московському видавництві «ЭКСМО» російською мовою, переважно завдяки приятельським відносинам із головним редактором видавництва Леонідом Шкуровичем. Початково фантастичні твори авторів переважно написані у стилі гумористичної та сатиричної фантастики, навіть з елементами абсурду. Пізніше письменники розпочали писати серії романів, ближчих до твердої наукової фантастики, проте в них можна побачити елементи героїчної фентезі, а пізніше також і фантастичного детективу. Найвідомішим циклом творів письменників є цикл «Стежка» про подорожі в паралельних світах, інший цикл «Особливий відділ», який написаний у жанрі фантастичного детективу, залишився незавершеним через передчасну смерть Брайдера.
В останні роки життя спостерігався деякий конфлікт у відносинах Брайдера і Чадовича, спричинений розбіжностями у їх характерах, що побіжно підтверджував у інтерв'ю і Брайдер.

## Переклади
Твори Юрія Брайдера і Миколи Чадовича перекладені 14 мовами.

## Особисте життя
Юрій Брайдер був одружений та мав двох синів.

## Премії
У 1999 та 2003 році разом із Миколою Чадовичем Юрій Брайдер отримав премію «Мандрівник» у номінації «Меч Румати». У 2000 та 2003 роках письменники стали лауреатами премії «Зоряний міст», у 2008 році цю премію Юрій Брайдер отримав посмертно. У 2007 році Юрій Брайдер і Микола Чадович стали лауреатами премії «Зіланткон».